# Bristol City F.C.
Bristol City Football Club er en engelsk fodboldklub fra Bristol, som spiller i landets næstbedste række, Championship. Klubben spiller sine hjemmekampe på Ashton Gate, hvor at de har spillet siden 1904.

## Historie
Klubben blev grundlagt i 1894 under navnet Bristol South End Football Club. Klubben blev omdøbt til deres nuværende navn i 1897, hvor at klubben blev professionel. Klubben blev i 1901 del af English Football League. Klubben vandt i 1905-06 sæsonen Second Division, og kom hermed op i den bedste række. Klubben sluttede imod alle forventninger herefter på andenpladsen i deres debutsæson i First Division. Denne succes var dog ikke til at holde, og efter 5 sæsoner i First Division, rykkede Bristol City ned i 1910-11.
Over de næste mange år blev Bristol kendte som en såkaldt yoyo-klub, i det at den flere gange havde nedrykninger og oprykning, og dermed skiftede med at spille i Second Division og Third Division. Situationen begyndte dog at vende for klubben efter Alan Dicks blev hyret som træner i 1967. Holdet så forbedring over de næste år, og i 1976 rykkede Bristol op til First Division, 65 år efter de senest havde spillet i den bedste række.
Bristol rykkede igen ned i 1980, og gik herefter ind i klubbens sværeste periode. Massive finansielle problemer så klubben rykke ned 3 sæsoner i streg, og overlevede kun næppe konkurs i 1982, da nye ejere reddet klubben.
Klubben begyndte herefter processen ved at klatre tilbage op igennem rækkerene, og vendte i 1991 tilbage til Second Division. Klubben har sidenhen genfundet den position som de var kendt før oprykning til First Division i 1976, nemlig som en klub som rutinemæssigt har oplevet op- og nedrykning mellem den anden- og trejdebedste række.

## Nuværende spillertrup
Oversigten er opdateret til og med 8. maj 2025.| Nr. | Land     | Position | Spiller        |
| --- | -------- | -------- | -------------- |
| 1   | Irland   | MM       | Max O'Leary    |
| 3   | England  | FO       | Cameron Pring  |
| 6   | England  | MI       | Max Bird       |
| 8   | England  | MI       | Joe Williams   |
| 10  | England  | MI       | Scott Twine    |
| 11  | Albanien | AN       | Anis Mehmeti   |
| 12  | Irland   | MI       | Jason Knight   |
| 7   | Japan    | AN       | Yu Hirakawa    |
| 16  | England  | FO       | Rob Dickie     |
| 17  | Irland   | MI       | Mark Sykes     |
| 18  | England  | MI       | Ayman Benarous |

| Nr. | Land     | Position | Spiller            |
| --- | -------- | -------- | ------------------ |
| 19  | England  | FO       | George Tanner      |
| 21  | Bermuda  | AN       | Nahki Wells        |
| 24  | England  | FO       | Haydon Roberts     |
| 23  | Frankrig | MM       | Stefan Bajic       |
| 27  | England  | AN       | Harry Cornick      |
| 29  | England  | MI       | Marcus McGuane     |
| 30  | Irland   | AN       | Sinclair Armstrong |
| 32  | Wales    | MM       | Lewis Thomas       |
| 2   | Skotland | MI       | Ross McCrorie      |
| 15  | Irland   | FO       | Luke McNally       |
| 20  | England  | AN       | Sam Bell           |
| 14  | Kenya    | FO       | Zak Vyner          |
| 40  | England  | MI       | George Earthy      |

### Udlejet
| Nr. | Land    | Position | Spiller                                      |
| --- | ------- | -------- | -------------------------------------------- |
| 15  | England | MI       | Tyreeq Bakinson (Udlånt til Ipswich Town)    |
| 23  | England | FO       | Taylor Moore (Udlånt til Shrewsbury)         |
| 28  | Wales   | MI       | Sam Pearson (Udlånt til Inverness CT)        |
| 35  | England | MI       | Owura Edwards (Udlånt til Colchester United) |
| 40  | England | AN       | Louis Britton (Udlånt til Waterford)         |
| 46  | Gambia  | AN       | Saikou Janneh (Udlånt til Shrewsbury Town)   |
| —   | England | MM       | William Buse (Udlånt til Taunton Town)       |

| Nr. | Land       | Position | Spiller                                   |
| --- | ---------- | -------- | ----------------------------------------- |
| —   | Wales      | FO       | Joe Low (Udlånt til Eastleigh)            |
| —   | Wales      | FO       | Callum Wood (Udlånt til Bath City)        |
| —   | England    | FO       | Khari Allen (Udlånt til Taunton Town)     |
| —   | England    | MI       | Josh Owers (Udlånt til Bath City)         |
| —   | Australien | MI       | Marlee Francois (Udlånt til Bath City)    |
| —   | England    | AN       | Prince Henry (Udlånt til Hungerford Town) |